# باشگاه فوتبال شاتورو
باشگاه فوتبال شاتورو (انگلیسی: LB Châteauroux) یک باشگاه فوتبال فرانسوی است که در شاتورو مستقر است. این تیم فوتبال بخشی از یک باشگاه ورزشی است که متشکل از چندین رشته ورزشی دیگر است و در سال ۱۹۱۶ تأسیس شد. این تیم در حال حاضر در لیگ ملی فرانسه، دسته سوم فوتبال فرانسه بازی می‌کند. این باشگاه تنها یک فصل، فصل ۱۹۹۷–۱۹۹۸، در لیگ ۱ بازی کرده‌است.